# Titanochelon
Titanochelon — вимерлий рід черепах з родини суходільних черепах (Testudinidae). Існував впродовж міоцену та пліоцену в Європі. Численні рештки представників роду виявлені у Південній та Центральній Європі від Португалії до Туреччини. Це були великі наземні черепахи, з панцирем завдовжки до 2 м.
Види, що належать до цього роду, раніше входили до роду Cheirogaster, який існував в еоцені, тоді як види Titanochelon жили з міоцену і далі. Titanochelon зник з континенту на початку плейстоцену, приблизно два мільйони років тому. Ймовірно, причиною вимирання було глобальне похолодання. Великим сухопутним черепахам потрібні теплі умови, щоб вижити, оскільки вони не можуть рити нори, як їхні менші родичі. Крім того, Homo erectus, який прибув до Європи з Африки, міг вплинути на вимирання Titanochelon. Проте черепахи, які, ймовірно, належать до роду Titanochelon, були знайдені на Балеарських островах і Мальті, де вони все ще жили в середньому плейстоцені, приблизно 200 000 років тому.

## Види
- † Titanochelon bolivari (Hernandez-Pacheco, 1917)  (type) Іспанія
- † Titanochelon bacharidisi (Vlachos et al., 2014)  Греція, Болгарія
- † Titanochelon perpiniana (Deperet 1885)  Франція
- †Titanochelon schafferi (Szalai, 1931)  о. Самос (Греція)
- †Titanochelon vitodurana (Biedermann 1862)  Швейцарія
- †Titanochelon kayadibiensis Karl, Staesche & Safi, 2021, Анатолія
- †Titanochelon eurysternum (Gervais, 1848—1852)  Франція
- †Titanochelon ginsburgi (de Broin, 1977) Франція
- †Titanochelon leberonensis (Depéret, 1890)  Франція
- †Titanochelon schleichi Pappa, Vlachos & Moser, 2023 Німеччина[3]